# Yakup Kadri Karaosmanoglu
Yakup Kardi Karaosmanoğlu (n. 7 martie 1889, Cairo – d. 13 decembrie 1974, Ankara) a fost un romancier turc, gazetar, poet și diplomat

## Biografie

##### Prima parte a vieții
A venit pe lume în anul 1889, și este fiul lui Abdülkadir Bey, membru al unei familii renumite din Manisa și apropiat al lui Kavalalı Ibrahim Pașa alături de care se mută în Cairo, și al lui Ikbal Hanim, pe care o cunoaște la conacul Pașei. 
Din pricina decesului lui Ibrahim Pașa, în anul 1895, familia Karaosmanoğlu revine în Manisa, unde Yakup începe să meargă la școală. Prima oară este înscris în anul 1901 la Caybașı Feyzie Mektebi unde studiază timp de doi ani. În perioada 1903-1905 merge la o școala din Izmir, unde îl cunoaște și devine prieten cu Șahabettin Süleyman, dar în urma morții tatălui său revine alături de mama sa în Egipt, în Alexandria. Aici el îi cunoaște pe membrii organizației Jön Türkler care îi stârnesc interesul pentru politică, hotărând apoi să meargă la o școală franceză și la liceul Isviçre. 
A fost pasionat de literatură încă din copilărie, iar interesul său a crescut și mai mult în perioada liceului, când folosindu-se de limba franceză dobândită în anii de studiu, începe să citească opere ale unor scriitori occidentali renumiți precum Flaubert, Alphonse Daudet sau Guy de Maupassant, traducând chiar una dintre operele acestuia din urmă, traducere pe care avea să o publice în revista Türk, patronată de Șerafettin Mağmumi.
În anul 1908 revine la Istanbul și se instalează alături de familie în cartierul ''Yeldeğirmeni''. Se înscrie apoi la Mekteb-i Hukuk, dar renunță la școală în al treila an de studiu.
În anul 1909 intră cu ajutorul, Șahabettin Süleyman în societatea Fecr-i Ati (Zorii viitorului), și tot în același an, scrie, inspirat de Henrik Ibsen, prima piesă de teatru intitulată Nirvana, pe care o publică în revista Resimli Kitap, continuându-și apoi activitatea literară publicând nuvele în revista Servet-i Fünun și scriind proză în versuri și încercând totodată, alături de Yahya Kemal, sa pună bazele unui nou curent literar însă fără prea mult succes.
Este de asemenea pasionat de mitologia estică, motiv pentru care începe să frecventeze lăcașul ordinului Bektași  din Çamlıca, care îl inspiră să scrie romanul Nur Baba. Dar din cauza faptului că se îmbolnăvește de tuberculoză în anul 1912, iar din 1916 până în 1919 avea să plece în Elveția la tratament, amână publicarea acestuia.
La revenirea în Turcia este însărcinat cu diverse funcții care îl poartă prin diverse zone ale țării precum Kütahya, Simav, Gediz sau Eskișehir, iar în anul 1922 intră în parlament ca deputat, iar un an mai târziu se căsătorește cu Leman Hanım, sora lui Burhan Asaf Belge.
Trei ani mai târziu este nevoit să se reîntoarcă în Elveția la tratament pentru încă doi ani, de unde colaborează cu revista Milliyet (Națiunea). Articolele trimise acestei gazete aveau să fie ulterior adunate și tipărite în volumul Alp Dağları’ndan.
Între 1931 și 1934 reintră în Parlament cu funcția de deputat de Manisa.

##### Activitatea gazetară
De-a lungul vieții a colaborat cu foarte multe publicații precum Resimli Kitap (Revista cu poze),Cumhuriyet (Republica), Çığır (Calea), Dergâh (Lăcașul), Genç Kalemler (Tinerele Condeie), Güzel Sanatlar Mecmuası (Publicația Artelor Frumoase), Hayat (Viața), İctihad (Opinia), İnci (Perla), Jale (Roua), Peyâm-ı Edebî, Resimli İstanbul (Istanbul în imagini), Servet-i Fünûn (Bogăția Culturii), Șebâb, Șiir ve Tefekkür (Meditație și poezie), Tercüman (Traducatorul), Türk Yurdu (Patria turcă), Varlık (Existența), Yeni İstanbul (Noul Istanbul), Yeni Mec¬mua (Noua publicație), Yeni Nesil (Noua Generație). Însă, în anul 1932 se alătură lui Vedat Nedim Tör, Șevket Süreyya Aydemir, Burhan Asaf Belge și Ismail Hüsrev Tökin, alături de care pune bazele revistei Kadro (Cadre), în care avea să își publice romanul Yaban (Sălbatic) și să scrie articolele politice și literare.

##### Activitatea diplomatică
A fost ambasador al Turciei în Tirana (1934), Praga (1935-1939), Haga(1939-1940), Berna (1942-1949/1951-1954) și Teheran (1949-1951). După ultimul mandat la Berna, în anul 1955 se întoarce ca pensionar în Turcia unde își continuă colaborările cu diverse reviste.

##### Sfârșitul vieții
Se stinge din viață în ziua de 13 decembrie 1974, în timp ce era sub tratament la Gülhane Askeri Tıp Akademisi din Ankara, fiind înmormantat la cimitirul Yahya Efendi din cartierul istanbulez Beșiktaș, lângă mormântul mamei sale.

## Operele sale

##### Romane
- Kiralık Konak (1922) (Conac de închiriat) – prezintă evenimentele și schimbările ce au loc începând cu perioada Tanzimatului și până la războiul de la Çanakkale, schimbările cu care se confruntă trei generații
- Nur Baba (1922) (Părintele Lumină) – evocă schimbările ce au loc în interiorul ordinului Bektași
- Hüküm Gecesi (1927) (Noaptea Verdictului) – povestea gazetarului Ahmet Kerim care prin articolele sale se opune partidului Ittihat ve Teraki(Uniune și progres)
- Sodom ve Gomore (1928) (Sodoma și Gomora) – povestea oamenilor care decad din punct de vedere moral în anii în care Istanbulul a fost ocupat.
- Ankara (1934) – descrie primii zece ani de republică și noua capitală a statului.
- Yaban (1936) (Sălbatic) – prezintă experiențele unui intelectual turc, Ahmet Celal, după ce își pierde un braț pe front.
- Bir Sürgün (1937) (Surghiunul) – prezintă evenimentele petrecute în vremea sultanului Abdülhamit II
- Panaroma(1953) (Panorama) – analizează schimbările pe plan politic, economic și social din perioada de tranziție de la Imperiul Otoman la Republica Turcia[6]
- Hep O Șarkı (1956) (Același cântec)

##### Nuvele
- Bir Serencam (1914) (Consecința) - reflectă frumusețea și înțelesurile Edebiyat-I Cedide (Literatura nouă), vorbește despre problemele personale și familiale pe care le poate avea un om.[2]
- Rahmet (1923) (Milă) – același subiect ca și în Bir Serencam
- Milli Savaș Hikâyeleri (1947) (Povestirile războiului național) – în acest volum accentul nu mai este pus pe problemele individuale ci pe problemele societății
- Ceviz (1925) (Nuca)

##### Poezii
- Erenlerin Bağından (1922) (Legăturile sființilor)
- Okun Ucundan (1940) (Vârful săgeții)

##### Piese de teatru
- Nirvana (1909) (Nirvana) – prezintă decăderea familiilor care cad pradă alcoolului și vieții desfrânate.
- Veda (1929) (Adio) – același subiect ca și Nirvana
- Sağnak (1929) (Ploaia torențială) – vorbește despre comportamentele ce aveau să fie pedepsite ale conservatorilor care priveau revoltele și intrarea în viața socială a femeilor ca pe o blasfemie.
- Mağara (1934) (Peștera) – povestea unei iubiri neîmplinite.

##### Memorii
- Zoraki Diplomat (1955) (Diplomat cu forța) – amintirile autorului adunate în perioada în care a fost ambasador.
- Anamın Kitabı (1957) (Cartea mamei) – amintirile autorului din copilărie și prima tinerețe, viața din Egipt, Manisa și Izmir.
- Vatan Yolunda (1958) ( Pe drumul țării) – amintirile din vremea Războiului de Independență
- Politikada 45 Yıl (1968) (45 de ani în politică) – vorbește despre evenimentele politice din perioada 1923-1965
- Gençlik ve Edebiyat Hatıraları (1970) (Amintiri din tinerețe și literare) – autorul evocă anii în care a început să fie atras de literatură, a început să scrie și vorbește despre scriitorii pe care i-a cunoscut.

##### Monografii
- Ahmet Hașim (1934)
- Atatürk (1946)

##### Articole
- İzmir’den Bursa’ya (1922, scris alături de Halide Edip, Falih Rıfkı Atay si Mehmet Asım Us) (Din Izmir în Bursa) – prezintă evenimentele din perioada invaziei grecești din Izmir.
- Kadınlık ve Kadınlarımız (1923) (Feminitate și femeile noastre)
- Seçme Yazılar (1928)
- Ergenekon (1929)- povestiri scrise despre Războiul de Independeță
- Alp Dağları’ndan (1942) (Amintiri din Munții Alpi) – volum scris în perioada în care se afla în Elveția la tratament.
- Miss Chalfrin’in Albümünden (1942) (Din albumul doamnei Chalfrin)